# Кубок НДР з футболу 1980—1981
Кубок НДР з футболу 1980—1981 — 30-й розіграш кубкового футбольного турніру в Німецькій Демократичній Республіці після закінчення Другої світової війни. У кубку взяли участь 89 команд. Переможцем кубка Німеччини вдруге став Локомотив (Лейпциг).

## Попередній раунд
| Команда 1                | Рахунок | Команда 2                  |
| ------------------------ | ------- | -------------------------- |
| 16 серпня 1980           |         |                            |
| Мотор (Цойленрода)       | 0:4     | Форвертс (Плауен)          |
| Локомотив (Гальберштадт) | 1:2 дч  | Ландбау (Бад-Лангензальца) |
| Норд (Торгелов)          | 0:5     | Хемі (Шведт)               |

## Перший раунд
| Команда 1                           | Рахунок      | Команда 2                      |
| ----------------------------------- | ------------ | ------------------------------ |
| 24 серпня 1980                      |              |                                |
| Хемі (Премніц)                      | 2:1          | Мотор (Геннігсдорф)            |
| Шталь (Тале)                        | 0:0 пен. 5:4 | Мотор (Веймар)                 |
| Форвертс (Плауен)                   | 3:0          | Активіст (Ешпенгайн)           |
| Мотор (Рудішлебен)                  | 1:2 дч       | Шталь (Бланкенбург)            |
| Шталь (Бранденбург)                 | 2:0          | Активіст Шварце Пумпе          |
| Вісмар                              | 1:4          | Уніон (Берлін)                 |
| Шталь (Геннігсдорф)                 | 3:1          | Пошт (Нойбранденбург)          |
| Мотор ФГ (Карл-Маркс-Штадт)         | 1:0          | Хемі Буна (Шкопау)             |
| ІШГ Шверін                          | 1:0          | Локомотив (Штендаль)           |
| Галблайтерверк (Франкфурт-на-Одері) | 1:3          | Форвертс (Нойбранденбург)      |
| Мотор (Альтенбург)                  | 0:2          | Мотор (Вердау)                 |
| Веркцойгкомбінат (Шмалькальден)     | 3:1          | Хемі (Цайц)                    |
| Динамо (Люббен)                     | 2:3          | Шталь (Айзенгюттенштадт)       |
| Активіст (Бріске-Зенфтенберг)       | 4:2          | Хемі (Вольфен)                 |
| Зоза                                | 0:1          | Фортшрітт (Вайда)              |
| Айнгайт (Вернігероде)               | 0:2          | Мотор (Нордгаузен)             |
| Нойштреліц                          | 0:1          | Грайфсвальд                    |
| Мотор (Бабельсберг)                 | 0:3          | Хемі (Лейпціг)                 |
| Ротатіон (Берлін)                   | 2:4 дч       | Динамо (Айслебен)              |
| Мотор (Варнемюнде)                  | 2:4          | Бау (Росток)                   |
| Гідравлік (Пархім)                  | 0:2          | КВО Берлін                     |
| Форвертс (Бад-Зальцунген)           | 2:1          | Хемі (Ільменау)                |
| Форвертс (Демен)                    | 1:0          | Динамо (Шверін)                |
| Форвертс-2 (Штральзунд)             | 1:3          | Шиффарт/Гафен (Росток)         |
| Емпор (Нойруппін)                   | 0:3          | Хемі (Шведт)                   |
| Форвертс-2 (Нойбранденбург)         | 0:4          | Форвертс (Штральзунд)          |
| Форвертс (Гафельберг)               | 1:2          | Форвертс (Дессау)              |
| МАБ (Шкойдіц)                       | 1:10         | Форвертс (Каменц)              |
| Мотор (Лімбах-Оберфрона)            | 3:0          | Локомотив (Дрезден)            |
| Фортшрітт (Вайсенфельс)             | 0:1          | Ландбау (Бад-Лангензальца)     |
| Фортшрітт (Песнек)                  | 2:2 пен. 4:5 | Мотор (Зуль)                   |
| Хемі-2 (Шведт)                      | 4:3 дч       | Енергі (Котбус)                |
| Рула                                | 0:1          | Активіст Калі Верра (Тіфенорт) |
| Емпор (Лебау)                       | 1:7          | Фортшрітт (Бішофсверда)        |
| Локомотив (Котбус)                  | 0:5          | Динамо (Фюрстенвальде)         |
| ЕАБ 47 Берлін                       | 0:0 пен. 3:4 | Вісмут (Гера)                  |

## Проміжний раунд
| Команда 1                       | Рахунок      | Команда 2                      |
| ------------------------------- | ------------ | ------------------------------ |
| 28 вересня 1980                 |              |                                |
| Шталь (Бланкенбург)             | 2:1          | Активіст Калі Верра (Тіфенорт) |
| Форвертс (Штральзунд)           | 2:0          | Шталь (Геннігсдорф)            |
| Бау (Росток)                    | 0:1          | Хемі (Шведт)                   |
| Фортшрітт (Бішофсверда)         | 2:3          | Форвертс (Дессау)              |
| Фортшрітт (Вайда)               | 3:0          | Мотор ФГ (Карл-Маркс-Штадт)    |
| Вісмут (Гера)                   | 2:1          | Мотор (Вердау)                 |
| Грайфсвальд                     | 2:2 пен. 5:4 | Динамо (Фюрстенвальде)         |
| Шталь (Айзенгюттенштадт)        | 0:0 пен. 3:2 | Форвертс (Каменц)              |
| Форвертс (Нойбранденбург)       | 3:1          | Шталь (Бранденбург)            |
| Хемі-2 (Шведт)                  | 0:0 пен. 6:7 | Шиффарт/Гафен (Росток)         |
| Мотор (Лімбах-Оберфрона)        | 0:0 пен. 4:3 | Хемі (Лейпціг)                 |
| Форвертс (Демен)                | 1:3          | ІШГ Шверін                     |
| Форвертс (Бад-Зальцунген)       | 0:1          | Мотор (Зуль)                   |
| Активіст (Бріске-Зенфтенберг)   | 3:4          | КВО Берлін                     |
| Хемі (Премніц)                  | 1:4          | Уніон (Берлін)                 |
| Веркцойгкомбінат (Шмалькальден) | 1:2          | Форвертс (Плауен)              |
| Ландбау (Бад-Лангензальца)      | 3:2 дч       | Динамо (Айслебен)              |
| Мотор (Нордгаузен)              | 3:1          | Шталь (Тале)                   |

## 1/16 фіналу
| Команда 1                  | Рахунок      | Команда 2                     |
| -------------------------- | ------------ | ----------------------------- |
| 11 жовтня 1980             |              |                               |
| Мотор (Нордгаузен)         | 1:3          | Локомотив (Лейпциг)           |
| ІШГ Шверін                 | 1:3          | Магдебург                     |
| Ландбау (Бад-Лангензальца) | 1:4          | Вісмут Ауе                    |
| Грайфсвальд                | 2:7          | Форвертс (Франкфурт-на-Одері) |
| Хемі (Шведт)               | 3:1          | Форвертс (Нойбранденбург)     |
| Мотор (Лімбах-Оберфрона)   | 0:7          | Карл-Маркс-Штадт              |
| Уніон (Берлін)             | 3:4 дч       | Форвертс (Штральзунд)         |
| КВО Берлін                 | 0:3          | Ганза                         |
| Форвертс (Дессау)          | 3:2 дч       | Шталь (Різа)                  |
| Шталь (Айзенгюттенштадт)   | 2:2 пен. 4:5 | Хемі (Белен)                  |
| Шталь (Бланкенбург)        | 2:3          | Хемі (Галлешер)               |
| Фортшрітт (Вайда)          | 0:4          | Динамо (Дрезден)              |
| Вісмут (Гера)              | 2:2 пен. 4:3 | Заксенрінг (Цвікау)           |
| Шиффарт/Гафен (Росток)     | 0:5          | Динамо (Берлін)               |
| Форвертс (Плауен)          | 0:2          | Рот-Вайс (Ерфурт)             |
| Мотор (Зуль)               | 0:6          | Карл Цейс                     |

## 1/8 фіналу
| Команда 1                     | Рахунок      | Команда 2         |
| ----------------------------- | ------------ | ----------------- |
| 1 листопада 1980              |              |                   |
| Локомотив (Лейпциг)           | 2:1          | Магдебург         |
| Динамо (Берлін)               | 3:1          | Форвертс (Дессау) |
| Хемі (Белен)                  | 3:1          | Вісмут Ауе        |
| Хемі (Галлешер)               | 0:3          | Ганза             |
| Рот-Вайс (Ерфурт)             | 1:1 пен. 3:2 | Карл Цейс         |
| Карл-Маркс-Штадт              | 5:0          | Вісмут (Гера)     |
| Форвертс (Франкфурт-на-Одері) | 3:1          | Хемі (Шведт)      |
| Форвертс (Штральзунд)         | 1:3          | Динамо (Дрезден)  |

## 1/4 фіналу
| Команда 1                     | Рахунок | Команда 2        |
| ----------------------------- | ------- | ---------------- |
| 6 грудня 1980                 |         |                  |
| Форвертс (Франкфурт-на-Одері) | 4:0     | Карл-Маркс-Штадт |
| Рот-Вайс (Ерфурт)             | 0:1     | Динамо (Берлін)  |
| 7 грудня 1980                 |         |                  |
| Локомотив (Лейпциг)           | 1:0     | Ганза            |
| Хемі (Белен)                  | 0:3     | Динамо (Дрезден) |

## 1/2 фіналу
| Команда 1                     | Рахунок      | Команда 2        |
| ----------------------------- | ------------ | ---------------- |
| 25 березня 1981               |              |                  |
| Форвертс (Франкфурт-на-Одері) | 1:1 пен. 5:4 | Динамо (Берлін)  |
| Локомотив (Лейпциг)           | 2:0          | Динамо (Дрезден) |

## Фінал
| 6 червня 1981 |

| Локомотив (Лейпциг)                            | 4:1      | Форвертс (Франкфурт-на-Одері) |
| ---------------------------------------------- | -------- | ----------------------------- |
| Цече 59' Ліберс 62' Фріче 68' (пен.) Молдт 79' | Протокол | Андріх 17'                    |

| Стадіон Всесвітньої молоді, Східний Берлін Глядачів: 40 000 Арбітр: Бернд Штумпф |